# La Pintada (Colombia)
La Pintada è un comune della Colombia facente parte del dipartimento di Antioquia.
Il centro abitato venne fondato da Víctor Sánchez e Rosalba Castillo nel 1815, mentre l'istituzione del comune è del 1997.